# (5496) 1973 NA
1973 أن أي (ويعرف أيضًا باسم (5496) 1973 أن أي وفق تسمية الكوكب الصغير) (بالإنجليزية: 1973 NA)‏ هو كويكب ضمن حزام الكويكبات؛ وترتيبه 5496 من حيث الاكتشاف.
اكتُشف هذا الجُرم الفلكي بواسطة اليانور إف. هيلين في 4 يوليو 1973.

## وصلات خارجية
- (5496) 1973 NA في قاعدة بيانات مختبر الدفع النفاث لأجرام النظام الشمسي الصغيرة

- الاكتشاف · مخطط المدار ·  العناصر المدارية · المعلمات المادية

- (5496) 1973 NA على موقع ويكي سكاي: DSS2, SDSS, GALEX, IRAS, Hydrogen α, X-Ray, Astrophoto, Sky Map, Articles and images